# 埃里加博區
埃里加博區是索馬利亞時期的一個區級行政區，目前為索馬利蘭共和國東部的萨纳格州，首府埃里加博為萨纳格州最大的城市。
2007年7月1日此區東部成為剛獨立的马希尔国的一部分，2009年1月马希尔国被併入索馬利亞的邦特蘭國。

## 人口
最近一次的人口普查，顯示該區的人口共有220,546人，其中伊萨克族的哈巴尔约尼斯族人居住於該區西部與北部，而达罗德哈尔提族的杜勒巴汉特族與瓦尔桑加利族則分別居住於南部與東部。

## 外部鏈結
- 埃里加博在Google地圖上的位置
- 埃里加博區行政區域圖 （页面存档备份，存于）